# 保守黨 (香港)
保守黨（英語：Conservative Party），是香港的歸英派政黨，由賴綺雯於2015年9月創立，他們主張香港回歸英國統治，使命是守護香港重要價值，包括自由、人權、民主、法治、社會責任，並保護香港東西薈萃的文化及致力與英國建立尊重及信賴的相互合作關係。

## 事件

### 選舉提名無效
2016年8月1日，賴綺雯收到選舉主任通知提名無效，所謂的理由是賴綺雯於社交媒體及其所召集的「香港歸英運動」，提倡香港回歸英國統治的政治主張：要求「英國政府宣告《中英聯合聲明》失效，香港重新加入英國」，即提倡香港脫離中華人民共和國，違反香港基本法。
2016年8月2日，保守黨發出聲明指《中英聯合聲明》、《基本法》皆保障言論自由，參選權及被選權，香港生活方式五十年不變，而香港主權移交前，英國政府治下都有異見者提出主權移交的主張，為香港既有傳統，並直指今次宣佈賴綺雯提名無效，是中國再次嚴重違反《中英聯合聲明》『港中兩制，五十年不變』之承諾。

## 選舉

### 立法會選舉
| 選舉 | 民選得票   | 民選得票比例 | 地方選區議席 | 功能界別議席 | 總議席 | +/- |
| 2016 | 被取消資格 | 被取消資格   | 0            | 0            | 0 / 70 | 0   |

## 外部連結
- 保守黨的Facebook專頁